# موریس اکسلگر
موریس اکسلگر (انگلیسی: Maurice Exslager؛ زادهٔ ۱۲ فوریهٔ ۱۹۹۱) بازیکن فوتبال اهل آلمان است.
از باشگاه‌هایی که در آن بازی کرده‌است می‌توان به باشگاه فوتبال دارمشتات ۹۸، باشگاه فوتبال دویسبورگ، و باشگاه فوتبال کلن اشاره کرد.
وی همچنین در تیم ملی فوتبال جوانان آلمان بازی کرده‌است.